# Ted Kjellsson
Ted Kristoffer Kjellsson, född 29 juni 1977 i Kågeröd, är en svensk filmregissör. Han är känd för bland annat sina filmer Tompta Gudh, Alla bara försvinner och Kapten Sverige. År 2012 regisserade han även TV-serien Skrotarna för Barnkanalen. År 2018 långfilmsdebuterade han med Ensamma i rymden.
Kjellsson studerade på Nordiska Scenografiskolan i Skellefteå.

## Filmografi
- 2002 – Tompta Gudh (kortfilm)
- 2004 – Alla bara försvinner
- 2004 – De fem stegen (kortfilm)
- 2013 – Skrotarna (TV-serie)
- 2014 – Kapten Sverige (kortfilm)
- 2018 – Ensamma i rymden
- 2020–2021 – Lasse-Majas detektivbyrå (TV-serie)
- 2022 – Håkan Bråkan
- 2024 – Håkan Bråkan 2
- 2025 – Håkan Bråkan 003